# Luther Wahnyamalla
Luther Wahnyamalla (27 febbraio 1984) è un calciatore francese, centrocampista del Lössi.

## Carriera

### Nazionale
Ha debuttato in Nazionale il 17 luglio 2007, nell'amichevole Nuova Caledonia-Vanuatu (5-3). Ha partecipato, con la Nazionale, alla Coppa delle nazioni oceaniane 2008. Ha collezionato in totale, con la maglia della Nazionale, 16 presenze.